# 吉田昇
吉田昇（1964年—）是生於日本島根縣的吉卜力工作室美術監督。

## 經歷
青年期於多摩美術大學的油畫系畢業（吉卜力工作室中的武重洋二與他同校系），加入了MEKAMAN設計公司，負責卡通背景製作。其後成為自由工作者。
在1997年接案吉卜力作品《魔法公主》後，於1998年加入吉卜力成為正式職員。其後擔任了劇場動畫《神隱少女》、《霍爾的移動城堡》，及短篇動畫《可羅的大散步》、《Ghiblies episode2》等作品之美術監督。

## 參與作品

### 劇場動畫
- 魔法公主（1997年）：美術
- 隔壁的山田君（1999年）：美術監督助理
- 神隱少女（2001年）：美術監督助理
- 霍爾的移動城堡（2004年）：美術監督、與武重洋二一同接任
- 崖上的波妞（2008年）：美術監督
- 借物少女艾莉緹（2010年）：美術監督、與武重洋二一同接任
- 來自紅花坂（2011年）：美術監督、與大場加門、高松洋平、大森崇等人一同接任

### 短篇動畫
- 可羅的大散步（2001年）：美術
- Ghiblies episode2（2002年）：美術監督

### OVA動畫
- 破裏拳波利瑪（1996年）：美術監督
- 宇宙戰艦山本洋子（1996年）：美術監督